# スパイナル・タップ
『スパイナル・タップ』（Spinal Tap、原題：This Is Spinal Tap）は、1984年に公開されたアメリカ合衆国のロックモキュメンタリーコメディ映画である。今作が監督デビュー作となったロブ・ライナーが脚本・監督を務めた。
2025年9月、続編の『Spinal Tap II: The End Continues』はライナーが監督を務め、ゲスト、マッキーン、シェアラーが再びSpinal Tapのメンバーとして再集結し、最後のコンサートを行う内容で公開される予定。ライナーは前作に引き続き架空のドキュメンタリー監督、マーティン・ディベルギー役として自ら出演するほか、エルトン・ジョンやポール・マッカートニー、ガース・ブルックスなど豪華な顔ぶれがカメオ出演予定。
2002年、『スパイナル・タップ』は、アメリカ議会図書館によって「文化的、歴史的、審美的に重要」とみなされ、アメリカ国立フィルム登録簿に登録された。
クリストファー・ゲスト、マイケル・マッキーン、ハリー・シェアラーがイギリスの架空のヘヴィメタルバンド・スパイナル・タップ（「イギリスで最も騒がしいバンドの1つ」と特徴づけられている）のメンバーを演じ、ライナーはドキュメンタリー作家役で出演した。
この映画は、ハードロックやヘヴィメタルバンドのワイルドな言動や音楽的欲求、ラトルズの「オール・ユー・ニード・イズ・キャッシュ」と同様に「ギミー・シェルター」（1970年、ローリング・ストーンズ）、「レッド・ツェッペリン狂熱のライヴ」（1976年、レッド・ツェッペリン）、「ラスト・ワルツ」（1978年、ザ・バンド）などその時代のロックドキュメンタリーの聖人伝的な傾向を風刺している。劇中の台詞のほとんどは即興であり、何十時間も撮影が行われた。

## 概要
『スパイナル・タップ』は、1984年にロブ・ライナーによって製作されたモキュメンタリー作品である。この映画の画期的であった点は、本来のドキュメンタリーの「既存の対象に密着しありのままを記録する」手法を根本から覆し、「脚本にそって対象を作り出し、俳優にキャラクターに沿ってアドリブで演技をさせ、それを記録する」というモキュメンタリー（mock documentary＝うそドキュメンタリー）という手法である。ちなみに俳優にアドリブで演技をさせそれを記録するという方式のため、使われなかったシーンが膨大にあり、それらすべてを収めた「完全版」が海賊版として存在する。
この手法にのっとり、クリストファー・ゲストは架空のヘヴィメタルバンド「スパイナル・タップ」を作り出した。映画の内容は基本的にはヘヴィメタルバンドの冗談でやっているのか真面目にやっているのかわからない演出や、その格好よさとダサさが紙一重な部分を強調・戯画化したもの。
バンドのメンバーは各パートのステレオタイプなイメージ（例えば金髪の長髪で派手好き、ファンタジー好きのボーカル、ギターソロとギターの音の大きさに異常な拘りをもつギタリストなど）にそって設定された。同時にストーリーにロックバンドにありがちな事件（ボーカルとギタリストの軋轢、何度も交代するドラマー）などが加えられており、よくよく注意すれば「フィクション」であることがわかるものの、完全に「フィクション」であるという告知はされないため、公開当時はジョーク映画だということが理解されず「カメラワークが悪い」などのクレームが寄せられたという。
ちなみにバンド「スパイナル・タップ」は全員実際に演奏が可能で、映画とはまったく関係のない2枚目のアルバムすら存在する。ここがスパイナル・タップが完全に架空のバンドではなく、半分架空のバンドたるゆえんである。その作りこみは絶妙で、米国などでは実在のバンド扱いでカルト的な人気がある。

## バンドの設定
スパイナル・タップは1964年、デイヴィッド・セントハビンズとナイジェル・タフネルの親友2人の出会いによって始まった。もともとのバンド名は The Originals。その後メンバーを増やして Thames Men に改名。初期ビートルズ風の楽曲「Gimme Some Money」をリリースするも、ドラマーであるジョン・ペピイが「園芸中の奇妙な事故」によって死亡。その後もメンバーチェンジと改名（Ravenbreakers, Doppel Gang, Silver Service, Bisquits, Love Buisquits, Tufnel-St.Hubbins Groupなど）を繰り返す。
1965年、デレク・スモールズがバンドに参加。スパイナル・タップとバンド名を改め、サイケデリック風の「Listen To the Flower People」を発表。しかしながら、またもやドラマー、エリック・スタンピー・ジョーが「他人の吐瀉物を喉に詰まらせて」死亡。その後も新しいドラマーが「自然発火」、「ステージ上で爆発」するなど安定しない。代表曲は「Hell Hole」、「Big Bottom」など。

### メンバー
- デイヴィッド・セントハビンズ（リードギター）
- ナイジェル・タフネル（リードギター）
- デレク・スモール（リードベース）

### ディスコグラフィー
- Spinal Tap Sings / Listen to the Flower People
- We are all Flower People
- Brain Hammer
- Never Damage
- Blood to let
- Intravenus de Milo
- the Sun Never Sweat
- Bent for the Rent
- Tap Dancing
- Rock'N Roll Creation
- Shark Sandwitch
- Smell the Glove

以下、実際のリリース
- This Is Spinal Tap (1984) U.S. No. 121[9][10]
- Break Like the Wind (1992)[9][11]
- Back from the Dead (2009) U.S. No. 52[12][13]

## 設定の元ネタ
大まかなバンドのイメージはレッド・ツェッペリン、ジューダス・プリースト、エアロスミスあたりから取られているものと思われる。
劇中登場する、『スメル・ザ・グローブ』の「ノーン・モア・ブラックアルバム（黒以外なにもないアルバム）」はレッド・ツェッペリンの『フォー・シンボルス』、AC/DCの『バック・イン・ブラック』のパロディ。ちなみにサウンドトラックも劇中使用された字の一切入っていない真っ黒なカバー。
初代ドラマーの死因「園芸中の奇妙な事故」はキース・ムーン、2代目の「他人の吐瀉物が咽に詰まって死亡」はジョン・ボーナムのパロディで、それ以降は完全なおふざけ。
ちなみにアルバム『Break Like the Wind』は英語圏のスラング「Break the wind（＝屁をこく）」を捩ったもの。

## キャスト
- クリストファー・ゲスト - ナイジェル・タフネル（英語版）
- マイケル・マッキーン - デイヴィッド・セントハビンズ（英語版）
- ハリー・シェアラー - デレク・スモール（英語版）
- ロブ・ライナー - マーティン・ディベルギー
- トニー・ヘンドラ（英語版） - イアン・フェイス
- リック・パーネル（アトミック・ルースターのドラマー） - ミック・シュリンプトン
- デヴィッド・カフィネッティ（レア・バード） - ヴィヴ・サヴェージ
- ジューン・チャドウィック（英語版） - ジーニー・ぺティボーン
- ブルーノ・カービー - トミー・ピシェッダ（リムジン運転手）
- エド・ベグリー・ジュニア - ジョン・"スタンピーテイル"・ピープス
- ダニー・コーチマー - ロニー・プリン
- フラン・ドレシャー - ボビー・フレックマン
- パトリック・マクニー  - サー・デニス・イートンホッグ
- ジュリー・ペイン - パントマイムウェイトレス
- サンディー・ヘルバーグ（英語版） - アンジェロ・ディメンティベリオ
- ゼイン・バズビー（英語版） - ローリングストーン記者
- ビリー・クリスタル - モーティ
- ポール・ベネディクト - タッカー・ブラウン
- ハワード・ヘスマン - テリー・ラッド（デューク・フェイムのマネージャー）
- ポール・ショーティノ（英語版） - デューク・フェイム
- ララ・コーディ（英語版） - デューク・フェイムのグルーピー
- アンドリュー・J・レデラー（英語版） - 学生プロモーター
- ラス・カンケル - エリック・チャイルズ
- ヴィクトリー・ティッシュラー＝ブルー（英語版） - シンディ
- ジョイス・ハイザー（英語版） - ベリンダ
- グロリア・ギフォード - 金属探知機を持つ空港保安官
- ポール・シェーファー（英語版） - アーティ・フフキン（無能なプロモーター）
- アーチ―・ハーン（英語版） - ルームサービスを提供する男
- チャールズ・レビン（英語版） - Disc 'n' Datのマネージャー
- アンジェリカ・ヒューストン - ポリー・ドイチュ
- ドナルド・ケンドリック - バックボーカル
- フレッド・ウィラード - 空軍少佐ボブ・フックストラッテン
- ウォンダーフル・スミス（英語版） - 舞台裏の保守作業員
- ロベルト・バウアー - スパイナル・タップのローディー

## 評価
『スパイナル・タップ』は公開当初は控えめな成功に終わったが、映画のビデオが発売された後、大成功を収め、カルト的人気が続いた。その公開以来、『スパイナル・タップ』は批評家から普遍的な評価を受けており 、1984年の最も優れた映画の1つとして広く評価されている。『シカゴ・サンタイムズ』のロジャー・イーバートは、映画に4つ星を与え、「スパイナル・タップは、今年最も面白く、最も知的で、最も独創的な映画の一つである。成功したロックバンドとそれほど違っているわけではなく、それほど悪くはない。」と評価した。その後、イーバートは1984年のベストリストの10位にこの映画を選出した。この映画は現在、レビュー集約サイトRotten Tomatoesで95%の支持を受け、「新鮮保証」の印を保有している。2002年、映画『スパイナル・タップ』は、アメリカ議会図書館によって「文化的、歴史的、審美的に重要」とみなされ、アメリカ国立フィルム登録簿に登録された。
批評家は、ロックスターの波乱万丈なライフスタイルへの風刺のためだけではなく、ノンフィクション映画ジャンルそのものへの風刺としてもこの映画を称賛した。『ニューズウィーク』のデヴィッド・アンセンは、この映画を「ドキュメンタリー映画そのものの風刺であり、モダンでフラワーチャイルド風バンドによる古いテレビ番組の完全にぼんやりとした映像で完成させた」と評価した。ビリー・クリスタルとパトリック・マクニーのカメオ出演でさえ、スパイナル・タップは実在するバンドだと多くの観客を騙すことが出来た。ライナー曰く「スパイナル・タップが最初に出てきたとき、誰もが本当のバンドだと思った…何故なら、それがリアルだったから。」。

### ミュージシャンたちの反応
映画は複数のミュージシャンから反応を得た。ジミー・ペイジ、ロバート・プラント、ジェリー・カントレル、ディー・スナイダー、オジー・オズボーンは、スパイナル・タップのように舞台裏で迷子になってしまったことがあると告白している。ドッケンのジョージ・リンチは映画を見たときに叫んだと言われている。「これは俺たちだ!彼らはどうやって俺たちについての映画を作ったんだ?」。グレン・ダンジグはスパイナル・タップを前のバンドミスフィッツと比較し、「俺はスパイナル・タップを見たとき言ったんだ、“ねえ、これ俺たちの古いバンドだ”って。」と語っている。
ラーズ・ウルリッヒは記者会見で、メタリカとガンズ・アンド・ローゼズの1992年のツアーを「とてもスパイナル・タップ」のようだと語った。このツアーは、メタリカ自身のアルバム『メタリカ』（通称ブラック・アルバム）を携えて行われた。ツアーが始まった直後、メタリカのジェイムズ・ヘットフィールドがパイロテクニクスの事故で腕などに大火傷を負った。それより前にフレディ・マーキュリー追悼コンサートの舞台裏で、メタリカはスパイナル・タップと会い、彼らの『メタリカ』がスパイナル・タップの『スメル・ザ・グローブ』へのオマージュであると語っている。この様子は『コンプリート・シーンズ・オブ・メタリカ』に収録されている。
U2のギタリスト、ジ・エッジはドキュメンタリー映画『ゲット・ラウド ジ・エッジ、ジミー・ペイジ、ジャック・ホワイト×ライフ×ギター』中で、映画『スパイナル・タップ』を初めて見たとき、「私は笑わなかった。私は泣いた。」と語っている。その理由は、映画が大きなロックミュージックが愚かな沼になってしまったことを要約していたからである。

### 記述語としてのスパイナル・タップの使用
スパイナル・タップよりもおかしいと言われることは、自惚れたバンドの共通の侮辱となった。ジョージ・リンチが言ったように、バンドがより真剣に自分自身の姿だと受け取ったほど、彼らはスパイナル・タップに似ていた。1986年、メタルバンド、ヴェノムのパフォーマンスを見た後、歌手ヘンリー・ロリンズは、彼らをスパイナル・タップと比較した。
カナダのヘヴィメタルバンド、アンヴィルは、彼らのドキュメンタリー映画『アンヴィル! 夢を諦めきれない男たち』に描かれた誤解に基づいて、「本当のスパイナル・タップ」と呼ばれている。ちなみにアンヴィルのドラマーは、監督ロブ・ライナーと同姓同名である。

### その他
2008年、雑誌『エンパイア』は「史上最高の映画500」リストに、この映画を48位で選出した。『ニューヨーク・タイムズ』は「今まで制作された最高の映画ベスト1000」にこの映画を選出した。2010年1月、『トータル・フィルム』は、「史上最高の映画100」のリストに『スパイナル・タップ』を選んだ 。雑誌『エンターテインメント・ウィークリー』は、「古今の最も素晴らしい映画100」をリストアップしたとき、この映画を「あまりに愛しすぎて無視する」映画として扱った。2011年、雑誌『タイム・アウト・ロンドン』は、史上最高のコメディ映画と位置付けた。
この映画はアメリカン・フィルム・インスティチュート（略称AFI）の以下のリストに掲載されている。
2000年：AFIアメリカ映画100年シリーズ…アメリカ喜劇映画ベスト100 29位
2004年：同上…アメリカ映画主題歌ベスト100 「ビッグ・ボトム」 - 候補
2005年：同上…アメリカ映画の名セリフベスト100 ナイジェル・タフネルの「これは11までいくぜ。（These go to eleven.）」 - 候補
2007年：同上…アメリカ映画ベスト100（10周年エディション） - 候補

## 訴訟
2016年10月17日、俳優ハリー・シーラーは、エンバシー・ピクチャーの株式譲受人スタジオカナルに対して1億2500万ドルを求める訴訟を起こした。『スパイナル・タップ』の著作権を終了するようにスタジオに求め、シーラーがその権利を取り戻そうとした。2017年2月、シーラーの共演者であるクリストファー・ゲストとマイケル・マッケンと映画監督ロブ・ライナーがスタジオカナルに対する訴訟に参加し、4億ドルの損害賠償を求めた。

## その他
- 作中でナイジェルが考案した「ボリュームの目盛りが11まであるアンプ」は、数多くの有名ミュージシャンが特別にそのようなアンプをオーダーメイドしたという逸話が残っている。また、このアンプの説明をするナイジェルの台詞、アップ・トゥ・イレブン（英語版）（Up to eleven）は「最大音量」という意味を持つ慣用句として使われるまで英語文化の中で浸透しており、『The Shorter Oxford English Dictionary』にも掲載されているほどである。
- マーシャル社が1990年にボリュームの目盛りが20まであるアンプを商品化した際、クリストファー・ゲスト扮するナイジェルが広告キャラクターを務め、雑誌広告などに登場した。
- デレク・スモールズ役のハリー・シーラーが、米アニメ『ザ・シンプソンズ』で声優を務めている関係で、スパイナル・タップのフロント3人は同アニメにゲスト出演したことがある。
- 映画の中で、ステージセットのストーンヘンジのレプリカが小さ過ぎるというシーンがあるが、スパイナル・タップが1992年に英国ロイヤル・アルバート・ホールにて再結成コンサートを行った時は、今度はレプリカを大きく作りすぎて、ステージに搬入できないトラブルが発生するという演出が施された。
- スパイナル・タップのフロントの3人はクリストファー・ゲスト監督作品『みんなのうた』でも「ザ・フォークスメン」としてフォーク・バンドを組んでいる。「ザ・フォークスメン」は、1992年のスパイナル・タップ再結成コンサートの際、前座として出演していた。
- 1992年4月にウェンブリー・スタジアムで開催されたフレディ・マーキュリー追悼コンサートにも出演した。同年には単独コンサートも行われ、ジェフ・ベックらがゲストとして参加している。
- その後、2000年にはダウンロードのみの販売でシングルをリリース。2007年7月には『Live Earth』に出演している。
- そのほかにも、クリストファー・ゲスト監督・脚本作品ではその撮影手法の特殊さから、同じ俳優を何度も使用する率が非常に高く、この映画に出演している多くの俳優がその後の『ドッグショウ』や『みんなのうた』にも出演している。